# Đàm Linh
Đàm Linh (1932 – 2001) là một nhạc sĩ người Việt Nam. Ông được biết tới là một nhà soạn nhạc giao hưởng và thính phòng đáng chú ý của Việt Nam vào nửa sau thế kỷ 20. Đàm Linh có nhiều nghiên cứu, sáng tạo và đóng góp nhất định cho nền nhạc giao hưởng thính phòng của nước này. 

## Thân thế
Đàm Linh sinh ra trong một gia đình nghèo. Mẹ ông là người dân tộc Kinh ở Tuyên Quang trong khi bố là người dân tộc Tày ở bản Cốc Lai, xã Bình Long (nay thuộc thị trấn Nước Hai), huyện Hoà An, tỉnh Cao Bằng. Khi mới 12 tuổi, ông đã tham gia làm liên lạc cho nhiều tổ chức ngay tại quê hương. Tháng 3 năm 1946, Đàm Linh là đội viên tuyên truyền chi đội A tỉnh Cao Bằng, một năm sau trở thành đội viên Đội tuyên truyền võ trang thiếu sinh quân Liên khu X. Sau khi Việt Minh giành được chính quyền trong Cách mạng tháng Tám, ông được học tại trường Quân chính Việt Bắc.

## Sự nghiệp
Ngay từ nhỏ, Đàm Linh tỏ là là người có năng khiếu âm nhạc. Ông có sở thích nghe những bài dân ca, dân nhạc của quê hương, đặc biệt là âm nhạc nhạc nhiều bè như hà lều, sli, khèn bè. Đây là yếu tố quan trọng tạo nên tư duy và cảm xúc sáng tác âm nhạc mang phong cách riêng của ông những năm sau. Trong khoảng thời gian chiến tranh Đông Dương, Đàm Linh tham gia chiến đấu tại địa bàn Tây Bắc Việt Nam và được nhận Huân chương Chiến công Hạng Ba ngay khi còn trong quân ngũ. Trong thời kì tham gia chiến tranh, ông đã hoạt động nghệ thuật không chuyên với một số sáng tác đáp ứng cho yêu cầu cách mạng như hợp xướng thiếu nhi "Nhớ Bác Hồ" và "Bé liên lạc" cũng như một số tác phẩm khác như hợp xướng giọng nam "Bài ca trường Quân chính Việt Bắc", hợp xướng nam nữ "Sóng phản công".
Từ năm 1953 đến năm 1959, Đàm Linh phụ trách tổ chức và trực tiếp chỉ đạo nghệ thuật Đoàn văn công E 148 (sau là Đoàn văn công quân khu Tây Bắc). Giai đoạn này, ông bắt đầu hoạt động nghệ thuật chuyên nghiệp. Thời kì đầu chưa được đào tạo những kiến thức âm nhạc bài bản, Đàm Linh chủ yếu sáng tác cho thanh nhạc với nhiều bài hát có ca từ tiếng Thái với mục đích dễ phổ cập, đáp ứng kịp thời cho công tác tuyên truyền, giáo dục cách mạng. Những ca khúc mà ông sáng tác trong thời gian này đã được phổ biến rộng rãi trong quân đội vùng Tây Bắc như "Diệt gọn", "Hành khúc tiến ra thao trường", "Bảo vệ biên cương".
Năm 1960 được xem là một bước ngoặt trong sự nghiệp sáng tác của Đàm Linh khi ông được tu nghiệp tại nhạc viện Tchaikovsky (Liên Xô cũ). Tại đây, ông hoàn thành được bản khí nhạc đầu tay vào năm 1962 là "sonata cho violin và piano cung Sol thứ" cùng nhiều tác phẩm khác như "tam tấu cho violin, cello và piano" năm 1963, "giao hưởng Tấm Cám" năm 1964. Qua những bản nhạc khí này, Đàm Linh dần thực hiện được ước mơ mà ông ấp ủ là trở thành nhà soạn nhạc giao hưởng của Việt Nam.
Năm 1964, do tình hình chính trị tại Việt Nam có biến động, Đàm Linh phải thôi học nhạc viện Tchaikovsky để về nhận nhiệm vụ làm chuyên gia nghệ thuật tại Lào. Ở Lào, ông đã sáng tác và dàn dựng nhiều tiết mục giúp đoàn nghệ thuật quốc gia Lào đi biểu diễn ở nhiều nước xã hội chủ nghĩa. Năm 1967, ông quay trở lại học tập nhạc viện Tchaikovsky và tốt nghiệp Đại học chuyên ngành sáng tác vào năm 1969. Tác phẩm "Rừng thương núi nhớ" sáng tác năm 1967 được xem là một tác phẩm kịch múa thành công của ông. Sau khi kết thúc khoá học, ông trở về Việt Nam và công tác tại Hội nhạc sĩ Việt Nam từ năm 1969 đến lúc nghỉ hưu.
Những năm 80 đến 90 của thế kỷ 20 được coi là thời kỳ đạt được đỉnh cao trong sự nghiệp sáng tác của ông. Nhiều sáng tác của Đàm Linh viết ra trong thời kỳ này đã đạt được những giải thưởng lớn như giải nhất chuyên ngành Hội nhạc sĩ Việt Nam với "A Phủ", giải thưởng loại A của Bộ quốc phòng với ballade giao hưởng "Đội cận vệ bất diệt", giải thưởng loại A của liên hoan nhạc giao hưởng - thính phòng thành phố Hồ Chí Minh với "Sài Gòn - Thành phố Hồ Chí Minh",... Không chỉ sáng tác nhạc thính phòng và giao hưởng, Đàm Linh còn tham gia viết nhiều loại hình nghệ thuật khác như điện ảnh, sân khấu. Với lĩnh vực sân khấu, ông đã viết nhạc cho 46 tác phẩm, trong đó có 6 tác phẩm đoạt giải thưởng riêng cho âm nhạc. Năm 1980, ông sáng tác vở ballet "Lửa Hang Treo" cùng biên đạo múa Xuân Định từ kịch bản của Võ Quyết và Mai Bình. Tác phẩm giành được Huy chương vàng tại Hội diễn ca múa nhạc chuyên nghiệp toàn quốc năm 1985. Với bộ đội Biên phòng, Đàm Linh cũng có được sự thành công với "rừng thương núi nhớ". Trong 15 tác phẩm ông viết cho nhạc múa, có 3 bản giành được Huy chương Vàng tại Hội diễn nghệ thuật toàn quốc. Ông cũng có niềm đam mê và sáng tác đáng kể cho âm nhạc điện ảnh. Ông đã nhận lời mời cộng tác từ đạo diễn Khắc Lợi để viết hẳn một bản giao hưởng cho phim "Cuộc chiến đấu vẫn còn tiếp diễn".
Đàm Linh đảm nhiệm cương vị phó chủ tịch Hội Nhạc sĩ Việt Nam khoá III và khoá IV. Ông tham gia đóng góp tích cực trong công tác quản lý nghệ thuật và làm giảng viên của nhiều thế hệ học sinh, trong đó có Trần Trọng Hùng, Trí Thanh, Nguyễn Cường, Lê Tịnh. Ông cũng giúp đỡ, hướng dẫn nhiều nhạc sĩ nâng cao trình độ chuyên môn như Xuân Hồng, Lương Ngọc Trác, Mông Lợi Chung, Doãn Nho, Phạm Minh Tuấn. Đàm Linh qua đời ngày 3 tháng 11 năm 2001 tại Hà Nội, hưởng thọ 69 tuổi.

## Đánh giá
Âm nhạc của Đàm Linh thể hiện tính cách tân những âm hưởng âm nhạc truyền thống của Việt Nam. Theo nhạc sĩ Nguyễn Thị Nhung, ông sử dụng lối tư duy theo chiều ngang với âm nhạc "giàu sức biểu hiện" cùng lối hoà âm đa dạng, phong phú. Trong tác phẩm, ông khai thác triệt để các phương tiện về giai điệu, tiết tấu, hoà âm, phức điệu cùng thủ pháp phối khí nhằm thể hiện các phương tiện âm nhạc muốn miêu tả.